# Kleine gestreepte aardvlo
De kleine gestreepte aardvlo of gegolfde koolaardvlo (Phyllotreta undulata) is een keversoort uit de familie bladkevers (Chrysomelidae), die tot de tribus Alticini behoort. De wetenschappelijke naam van de soort werd in 1860 gepubliceerd door Kutschera. De soort is inheems in het Palearctisch gebied en wijdverbreid in Europa. De soort werd geïntroduceerd in Noord-Amerika, Australië en Nieuw-Zeeland, evenals in delen van Oceanië (Fiji, Nieuw-Caledonië, Vanuatu).

## Beschrijving
De kever is 1,8-2,8 mm lang. De dekschilden zijn zwart met een brede, gele, gebogen, in het midden iets smallere, verticale streep met op elk dekschild. de schedel is glad en heeft geen putjes. Het lichaam is langwerpig ovaal van vorm. De onderste geleding van de draadvormige antenne is bruin, de tweede en derde zijn lichter, de vierde is gedeeltelijk bruin en de overige geledingen zijn zwart. De vierde en vijfde geleding bijna even lang. De poten van de kever zijn zwart en de dijen zijn aan de basis lichtgekleurd. Dankzij een veermechanisme (de "metafemorale veer") in de sterk ontwikkelde dij van de achterste poten kunnen de kevers, typisch voor de meeste aardvlooien wegspringen bij gevaar.

## Levenscyclus
De dieren voeden zich met koolbladeren. In het voorjaar legt het vrouwtje de eieren op de grond. De larven voeden zich met de wortels van de kool.  In het voorjaar eten de kevers van de jonge planten en soms helemaal kaal.

## Waardplanten
Waardplanten zijn diverse wilde en gekweekte kruisbloemige soorten (Brassicaceae), soms ook wouw (Reseda luteola), strandbiet (Beta vulgaris ssp. maritima) en Oost-Indische kers (Tropaeolium majus) en af en toe op bomen. De kevers komen voornamelijk voor in moestuinen en akkerland. Zowel de kevers als de larven kunnen aanzienlijke schade aanrichten, vooral bij Chinese kool.